# Drum & Bugle Corps

Jubal Drum & Bugle Corps

Een drum corps, ook wel drum & bugle corps, is een muziekkorps dat op Amerikaanse wijze muziek maakt.
Het is een onafhankelijke (jeugd)organisatie die bestaat uit maximaal 154 muzikanten in de leeftijd van 14 tot 22 jaar volgens de richtlijnen van Drum Corps International, de meest vooraanstaande drum corps organisatie in de Verenigde Staten. In Europa heerst geen begrenzing op ledenaantallen. Verder hanteren Europese drum corps ook dikwijls geen maximumleeftijd, wel vaak een minimumleeftijd.
Amerikaanse drum corps repeteren gedurende de zomervakantie op hun show, die wordt uitgevoerd op een American football veld. In Nederland traint een korps minder dagen, meestal één of twee keer in de week, met vanaf Koningsdag tot eind september een periode met optredens en wedstrijden. Drum corps onderscheiden zich van de traditionele korpsen naast muziek een grote nadruk te leggen op spectaculaire (visuele) effecten. De muziekkeuze is meestal een samensmelting van jazz, klassiek en het populaire genre, dat door speciale arrangeurs wordt aangepast aan de bezetting van het korps. In Europa begon het drum corps zijn opmars begin jaren 80.

## Samenstelling

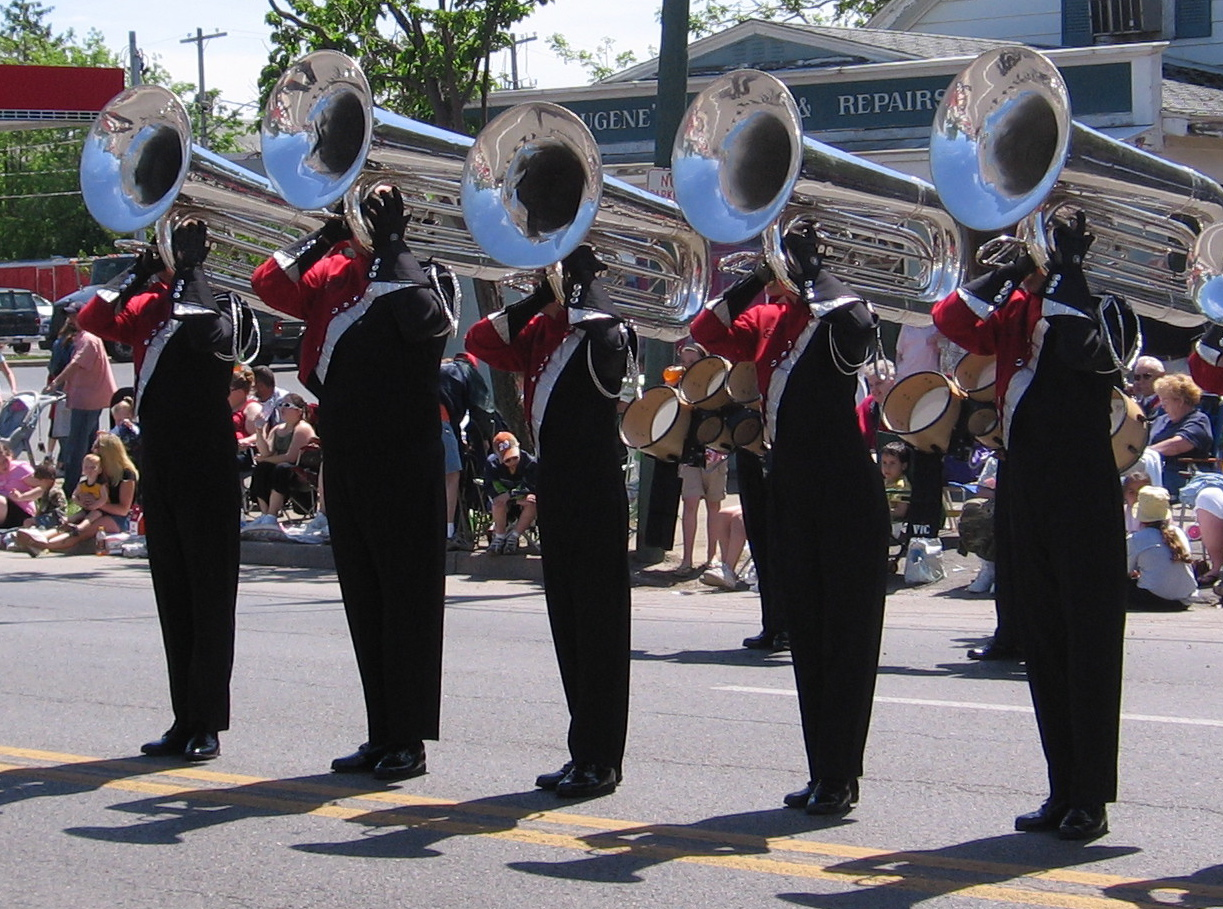
"Contra line" Brigadiers Drum & Bugle Corps

Een drum corps bestaat uit drie groepen, ook wel secties genoemd:
- Brass (koperblazers)
- Percussion (slagwerk)
- Color Guard (dansers)

### Brass
De brass speelt op instrumenten die speciaal zijn ontworpen opdat de kelk en dus het geluid direct naar voren wordt geprojecteerd. De brass bestaat meestal uit vijf verschillende instrumenten:
- trompetten
- mellofoons
- baritones
- eufoniums
- tuba's

### Percussion
De percussion is in twee groepen te verdelen. Allereerst is er de field percussion (ook wel drumline of battery genoemd). Dit deel van de percussion draagt het instrument met zich mee en bevindt zich dan ook in het veld. De instrumenten zijn speciaal voor drum corps ontworpen opdat ze bestand zijn tegen zeer hoge spanningen op het vel, wat een karakteristieke drum corps klank geeft. De field percussion bestaat uit de volgende instrumenten:
- snares - een trommel met een boven- en ondervel. Over het ondervel zijn snaren gespannen.
- tenors - ook wel quints of quad toms genoemd. Deze bestaan uit een combinatie van 4, 5 of 6 kleinere trommels die oplopend op verschillende hoogtes gestemd zijn.
- bassdrums - een drum corps heeft dikwijls 4 tot 6 bassdrums. Deze zijn in verschillende toonhoogtes op elkaar afgestemd.
- cymbal - de welbekende bekkens. De voegen behalve een muzikale laag ook dikwijls spectaculaire visuele effecten toe aan de show.

Verder is er in de percussion het front-ensemble, ook wel pit genoemd. Dit deel van de percussion draagt de instrumenten niet; de instrumenten en spelers zijn in een speciaal vak voor of in het veld gestationeerd. In dit deel vinden we instrumenten welke door hun grootte niet praktisch draagbaar zijn, met name melodisch slagwerk. De bezetting is wisselend en kan worden aangepast aan een specifieke show. Toch bestaat de vaste kern aan instrumenten uit:
- marimba's
- vibrafoons
- xylofoons
- glockenspiel
- pauken
- drumstel
- rack (divers klein slagwerk)
- concert bassdrum
- gong
- synthesizer

Het front-ensemble maakt ook regelmatig gebruik van elektronische muziek en effecten, dikwijls door middel van een synthesizer, maar soms wordt ook geëxperimenteerd met bijvoorbeeld elektrische gitaar. De meeste akoestische instrumenten in het front-ensemble worden daarnaast elektronisch versterkt, om zo in balans te kunnen zijn met de brass en field percussion.

### Guard
De guard (ook wel color guard genoemd) is een dansgroep die het drum corps visueel compleet maakt. Dit wordt grotendeels gedaan met behulp van diverse attributen. De meest voorkomende attributen zijn:
- vlaggen
- sabers (sabels)
- rifles (geweren)

Deze attributen worden met indrukwekkende precisie tot grote hoogtes gegooid en weer gevangen. De guard kan ook werken met speciale attributen die zijn afgestemd op het thema van de show. Vanwege de unieke rol die een guard in de show heeft, dragen zij altijd een ander uniform dan de brass en percussion.

## Competitie
In drum corps ligt een sterke nadruk op competitie. Shows worden beoordeeld door een getraind juryteam op diverse onderdelen. Behalve dat alle aparte secties worden beoordeeld, is er ook een beoordeling van het algemene muzikale en visuele product, alsmede het algemene effect dat hiermee wordt overgebracht (general effect).
In Nederland wordt de drum corps competitie georganiseerd door Dutch Music Games, deze organisatie was tot 2016 bekend onder de naam Drum Corps Nederland (DCN). De Europese competitie wordt georganiseerd door Drum Corps Europe (DCE). Beide competities maken hierbij gebruik van jurering door de European Drum Corps Judges Association (EDCJA), shows worden daarom ook op dezelfde wijze beoordeeld in deze competities. Europa kent nog enkele andere evenementen/competities die hiervan gebruik maken: German Open, Rasteder Musiktage, Drum Corps United Kingdom (DCUK).

## Korpsen in Nederland

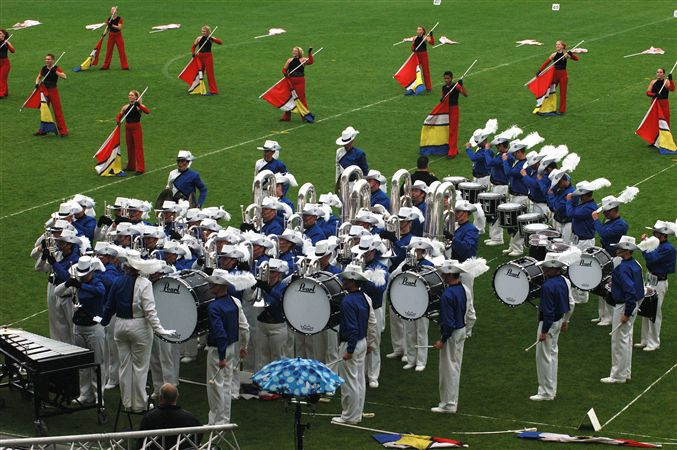
Beatrix' Drum & Bugle Corps, optreden DCE finals 2007

Alhoewel drum corps in Nederland al sinds de jaren '60 bestaat, is er voornamelijk in de laatste jaren spraken van een sterke terugname in het aantal actieve drum corps. Bekende (voormalig) drum corps in Nederland zijn:
- Jubal Drum & Bugle corps - Dordrecht
- Beatrix’ Drum & Bugle Corps - Hilversum
- Jong Holland - Zwijndrecht

Verder kent Nederland een cultuur van junior drum corps, waarin kinderen op jongere leeftijd al drum corps kunnen beoefenen. Wanneer zij een bepaalde leeftijd bereiken (dikwijls 15 of 16 jaar), kunnen ze doorstromen naar het senioren korps. Enkele junior drum corps in Nederland zijn:
- Jong Jubal Drum & Bugle Corps - Dordrecht
- Jong Beatrix - Hilversum
- Jong Holland Junioren - Zwijndrecht